# 平安乡 (佳木斯市)
平安乡，是中华人民共和国黑龙江省佳木斯市郊区下辖的一个乡镇级行政单位。

## 行政区划
平安乡下辖以下地区：
平水社区、东风村、东旺村、富胜村、佳新村、莲花村、明德村、群英村、荣新村、双兴村、太阳升村、万胜村、新业村和兴安村。